# برشلونة موسم 2001–02
كان موسم 2001–02 هو الموسم الثاني لنادي برشلونة لكرة القدم تحت رئاسة خوان غاسبارت والموسم الكامل الوحيد للإدارة من قبل كارليس ريكساش (الذي حل محل لورينزو سيرا فيرير في الجزء الأخير من الموسم السابق).
وشهد صيف عام 2001 رحيل قائد الفريق بيب غوارديولا عن النادي، بينما تم إبرام العديد من صفقات الانتقالات لإعطاء وجه جديد للفريق مع التعاقد مع روبرتو بونانو، وخافيير سافيولا، وباتريك أندرسون، وفرانشيسكو كوكو، وجيوفاني، وفيليب كريستانفال، وفابيو روتشيمباك. وكان هذا أيضًا الموسم الأخير في برشلونة للاعبين المخضرمين مثل سيرجي بارجوان وأبيلاردو والنجم ريفالدو.
خاض برشلونة حملة متواضعة في الدوري الإسباني، حيث أنهى الموسم في المركز الرابع، بفارق 11 نقطة عن البطل في نهاية المطاف فالنسيا؛ أما في أوروبا، فقد قدموا بعض العروض الجيدة للغاية، ووصلوا إلى الدور نصف النهائي من دوري أبطال أوروبا، حيث خرجوا من قبل منافسهم الشرس (والفائز في النهاية) ريال مدريد. وكان باتريك كلويفرت هداف النادي في جميع المسابقات برصيد 25 هدفا.